# Valle Aurina
Valle Aurina (Ahrntal in tedesco, pron. [ˈaːɐ̯ntaːl]; Toul in dialetto sudtirolese) è un comune italiano di 5 969 abitanti della provincia autonoma di Bolzano in Trentino-Alto Adige. Fa parte della Val Pusteria e allo stesso tempo della Valle di Tures. È circondato dalle Alpi dei Tauri occidentali.

## Geografia fisica

### Territorio
La valle Aurina è la parte più settentrionale del territorio italiano. Geograficamente, essa inizia nella località Klapf, la chiusa a nord di Campo Tures, dove si erge l'omonimo castello, e non già a Brunico come talvolta erroneamente si suppone, e finisce presso la Klamme di S. Pietro, dove confina col comune più settentrionale della stessa vallata, Predoi. La Valle Aurina fa parte anche del territorio che ricopre la Valle di Tures, che iniziando dall'abitato di Gais si estende a nord verso il confine con l'Austria, a est verso la valle di Riva di Tures, e a ovest verso la valle di Selva dei Molini.
Le montagne principali che contornano la valle sono:
- Picco dei Tre Signori - 3.499 m
- Pizzo Rosso - 3.495 m
- Grande Mèsule - 3.478 m
- Cima di Campo - 3.418 m
- Monte Lovello - 3.378 m
- Sasso Nero - 3.368 m
- Monte Fumo - 3.251 m
- Punta di Valle - 3.210 m
- Cima Floite Ovest - 3.195 m
- Vetta d'Italia - 2.912 m

La valle è collegata con l'Austria attraverso la Forcella del Picco.
La Valle Aurina fa parte del Parco naturale Vedrette di Ries-Aurina.

## Origini del nome
Il toponimo è attestato come "vallis quae dicitur Aurina" nel 1048, come "Ourin" nel 1070 e come "Orin" e "Ahrn" nel 1080 e deriva dal tema preromano aur- diffuso nell'arco alpino. Il nome italiano è una creazione ex novo basata sul recupero del nome indoeuropeo.

## Storia

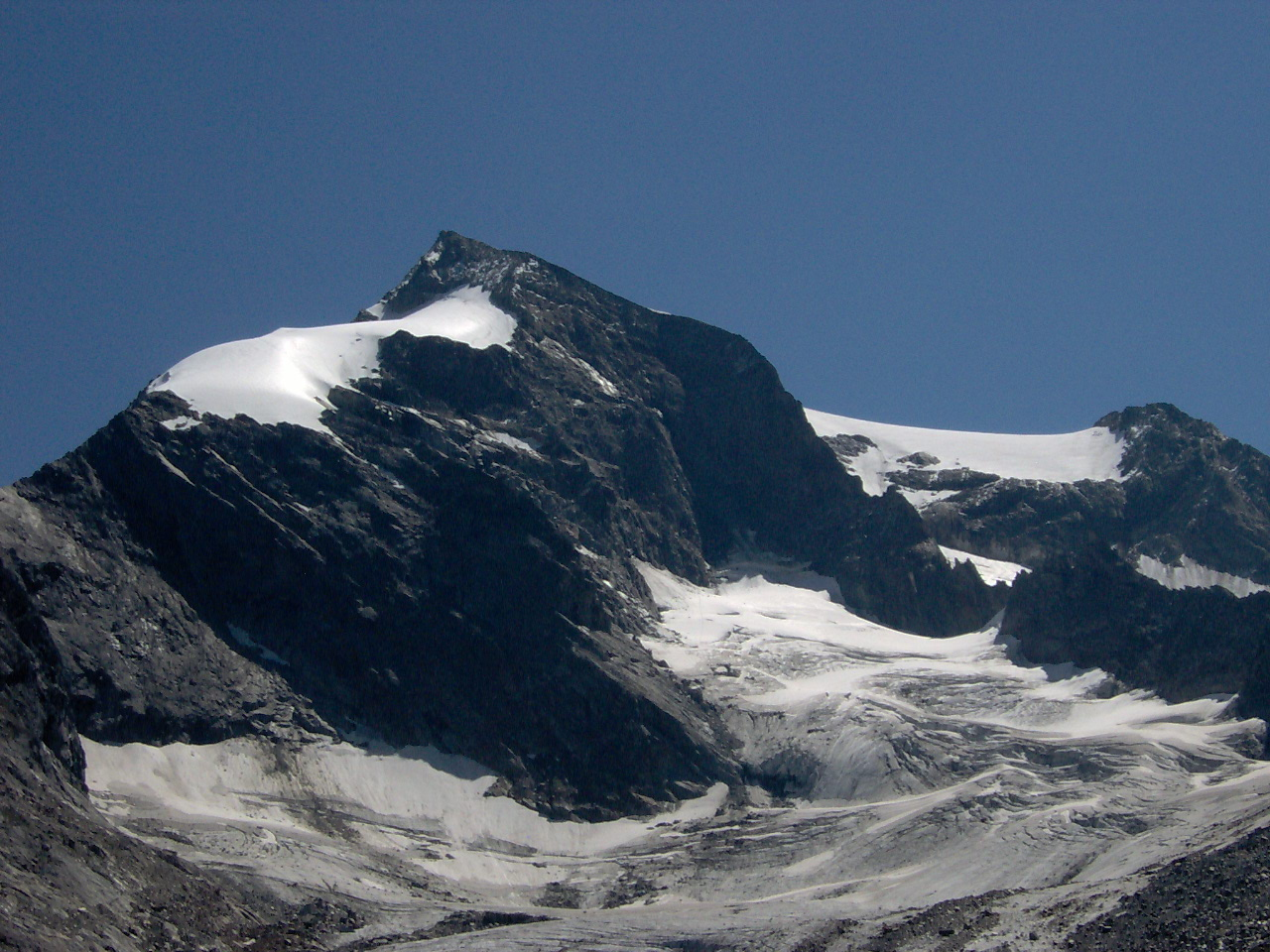
Picco dei Tre Signori

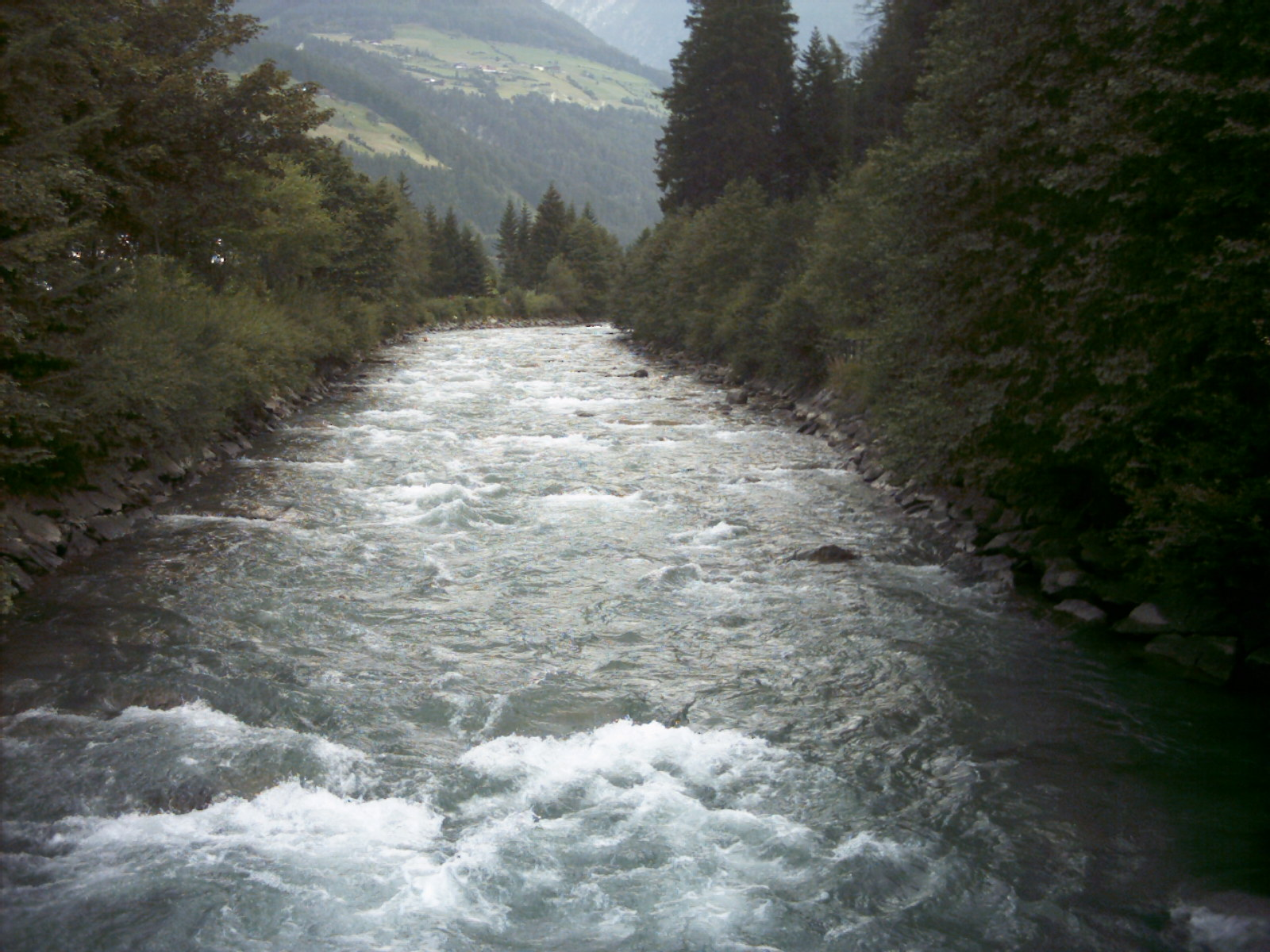
Il torrente Aurino

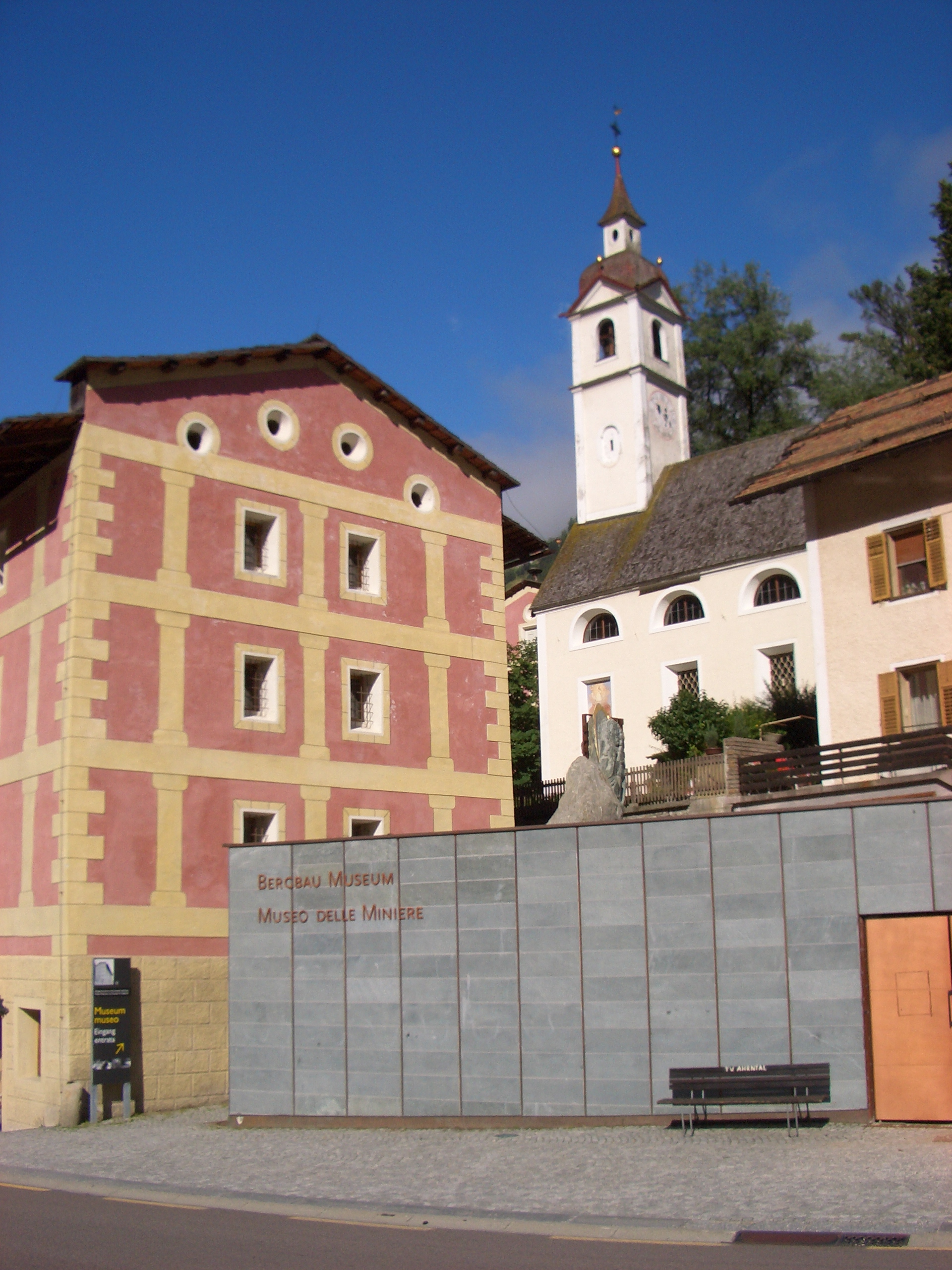
Il museo delle miniere e la chiesa della frazione Cadipietra (Steinhaus)

Importanti rinvenimenti archeologici preistorici di brughiera furono trovati a Rio Bianco (Weißenbach), in località Schöllberg-Göge, nel 2007.
La Valle Aurina vide il suo maggiore sviluppo nel XVI secolo grazie alla scoperta di una vena di rame nel comune di Predoi. Gli inizi dell'estrazione di questo minerale si perdono però in tempi molto lontani, poiché durante uno scavo nel 1864 un minatore ritrovò un'ascia celtica all'interno di una grotta. Dopo varie vicissitudini, la miniera chiuse definitivamente i battenti nella seconda metà del Novecento. Per incentivare la propria economia interna le donne della valle, specialmente quelle di Predoi, iniziarono a dedicarsi all'arte del pizzo al tombolo tanto da creare successivamente una scuola dedicata a questo tipo di lavorazione.
La chiesa parrocchiale di San Giovanni, da sempre il centro spirituale della valle, è opera di Joseph Abenthung, architetto tirolese del XVIII secolo.
Nell'estate del 1947 circa 5.000 sfollati da altri paesi europei, soprattutto persone ebree sopravvissute all'Olocausto e aiutate dall'organizzazione Brichah, attraverso la Valle Aurina raggiunsero i porti del mediterraneo per imbarcarsi per la Palestina. Queste, giunte dall'Europa centro-orientale, giungevano alla frontiera austriaca e da qui passando per il passo dei Tauri (2633 m) giungevano in Italia. In particolare, questa specifica via di fuga fu individuata da Marko Feingold, un ebreo austriaco che riuscì a sopravvivere a tre campi di concentramento (Auschwitz, Neuengamme e Buchenwald).
Nel 2004 presso la località Selva dei Molini, è stato effettuato il reality show Die Alm – Promischweiß und Edelweiß, della televisione tedesca ProSieben, che ha innescato alcune polemiche tra i naturalisti.

### Simboli
Lo stemma è interzato in palo, il primo ed il terzo riportano quattro punte e mezzo d'argento su azzurro, il secondo è un palo di verde caricato di un altro palo ristretto ondato d'argento. Lo stemma raffigura la posizione del comune; il palo verde al centro con la linea ondata d'argento simbolizza la valle ed il torrente Aurino (Ahr), le punte d'argento su entrambi i lati raffigurano le montagne da cui è circondata la località . Lo stemma è stato adottato nel 1969.

## Monumenti e luoghi d'interesse

### Architetture religiose

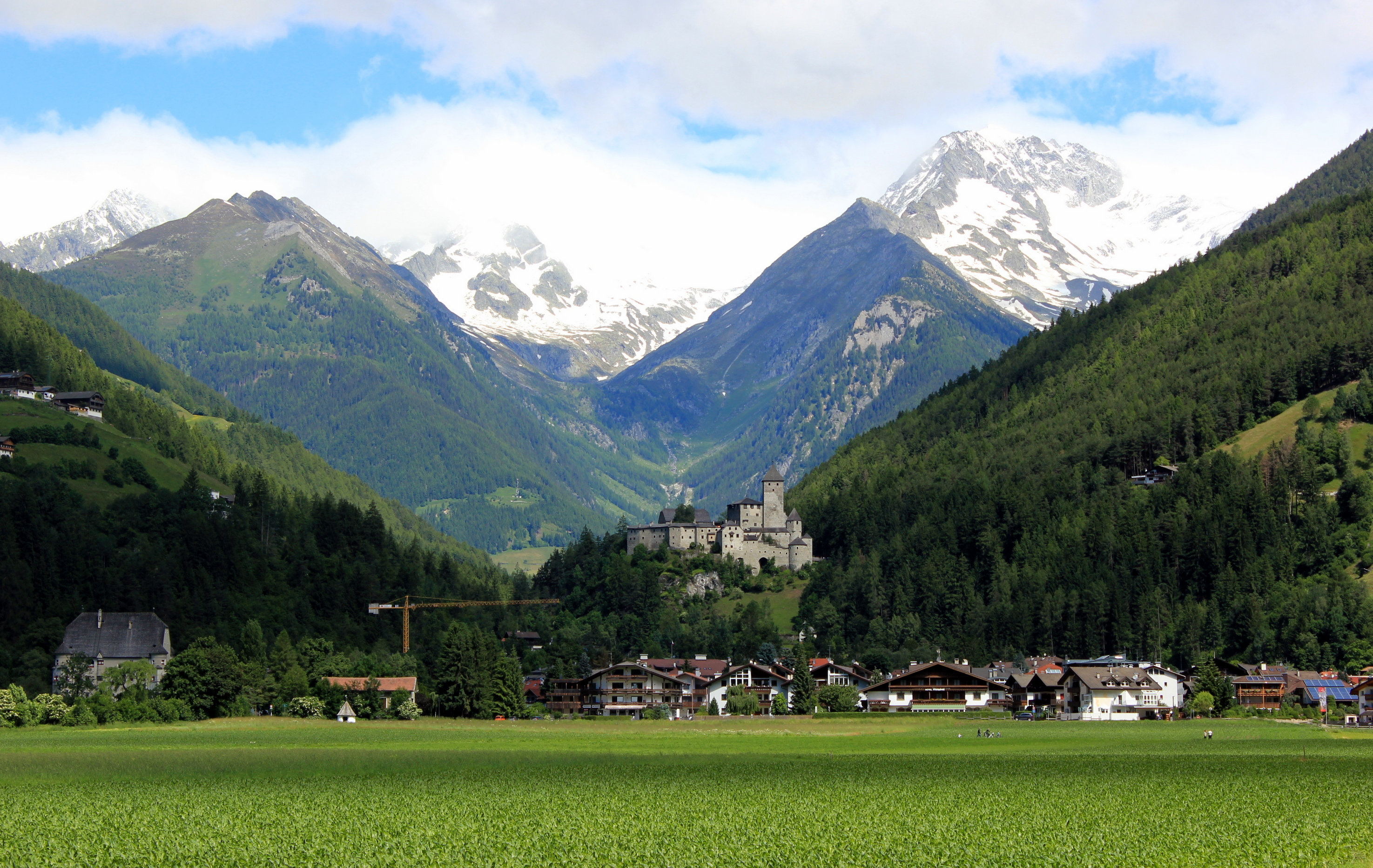
Campo Tures

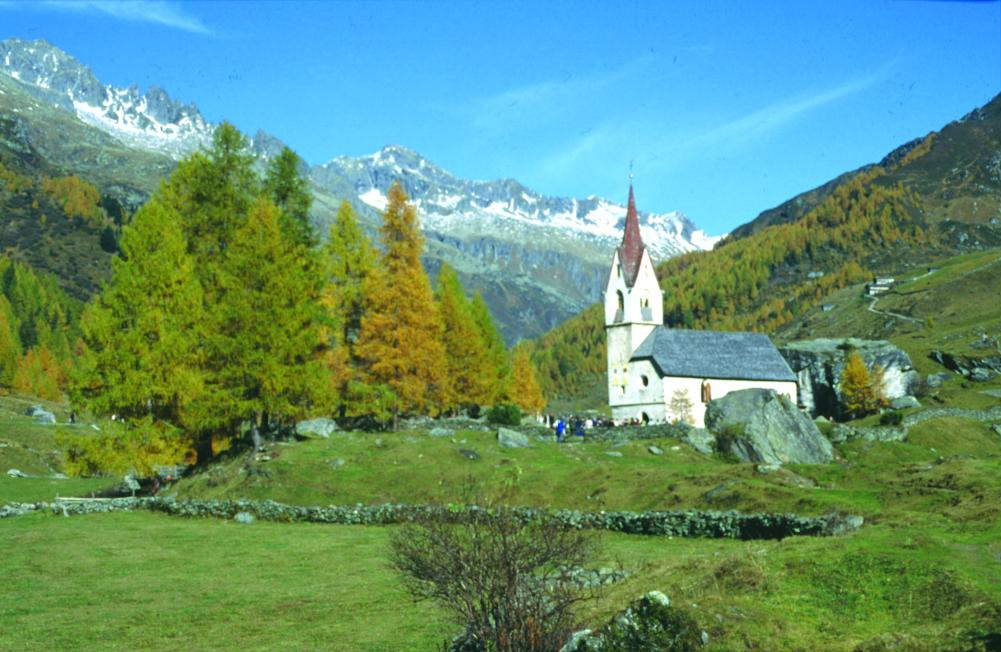
Chiesetta di Santo Spirito

- Chiesetta di Santo Spirito. Nel comune di Predoi, è considerata il simbolo della Valle Aurina. Posta sul finire della strada asfaltata si tratta di una delle chiese più antiche di tutta la valle e dell'intero Alto Adige. Fu costruita nel 1455 in stile tardogotico, con un lungo e grosso campanile a punta dal tetto rosso, caratteristico quando immerso nella neve. Questa cappella fu, nel Medioevo, luogo di preghiera per molti minatori tirolesi ed austriaci che attraversavano il passo dei Tauri per arrivare a Salisburgo e, molto spesso, cercavano rifugio e ristoro proprio in questa chiesetta o nella vicina osteria Casere (Rasthaus Kasern) nell'agglomerato di case di Casere. Quella stessa locanda, all'epoca l'unico punto di ristoro prima delle ardue ascese alle confinanti Alpi della Zillertal, è ancora esistente ed è stata rimodernata nei secoli fino a divenire quello che oggi è il Berghotel Kasern.
- Chiesa di San Giovanni Battista. Venne edificata in stile barocco tra il 1783 e il 1785, per poi venir benedetta e aperta al culto nel 1788.
- Chiesa di San Sebastiano, parrocchiale nella frazione di Lutago
- Chiesa di San Giacomo Maggiore Apostolo, parrocchiale nella frazione di Riobianco
- Chiesa di Santa Maria di Loreto, parrocchiale nella frazione di Cadipietra

### Architetture militari
- Castel Neumelans. Poco prima di raggiungere Campo Tures si può vedere la residenza Neumelans. Quest'imponente costruzione risalente al Cinquecento venne costruita da Hans Fieger che era il giudice di Tures, come propria residenza. Ancora esistente mantiene intatte le rigide proporzioni dello stile rinascimentale. È possibile visitare tale edificio a pagamento, che risulta suggestivo nelle ore serali. Facilmente riconoscibile per la sua struttura pesante ed imponente, è molto conosciuta perché onnipresente in tutte le foto panoramiche di Campo Tures e del suo castello.

### Aree naturali
- Centro visite del parco naturale. Nella frazione di Casere (Kasern) è possibile visitare il centro visite del parco naturale Casere, sviluppato su due piani, che mediante un'esposizione permanente composta da grafici, immagini, audiovisivi e plastici, illustra il mondo delle tradizioni montane, l'evoluzione dell'agricoltura, l'arte del tombolo e dell'intaglio del legno, conosciute ben oltre i confini della valle.

## Società

### Ripartizione linguistica
La sua popolazione è in larghissima parte di madrelingua tedesca:
| %      | Ripartizione linguistica (gruppi principali) |
| ------ | -------------------------------------------- |
| 98,14% | madrelingua tedesca                          |
| 1,57%  | madrelingua italiana                         |
| 0,29%  | madrelingua ladina                           |

### Evoluzione demografica
Abitanti censiti

## Geografia antropica

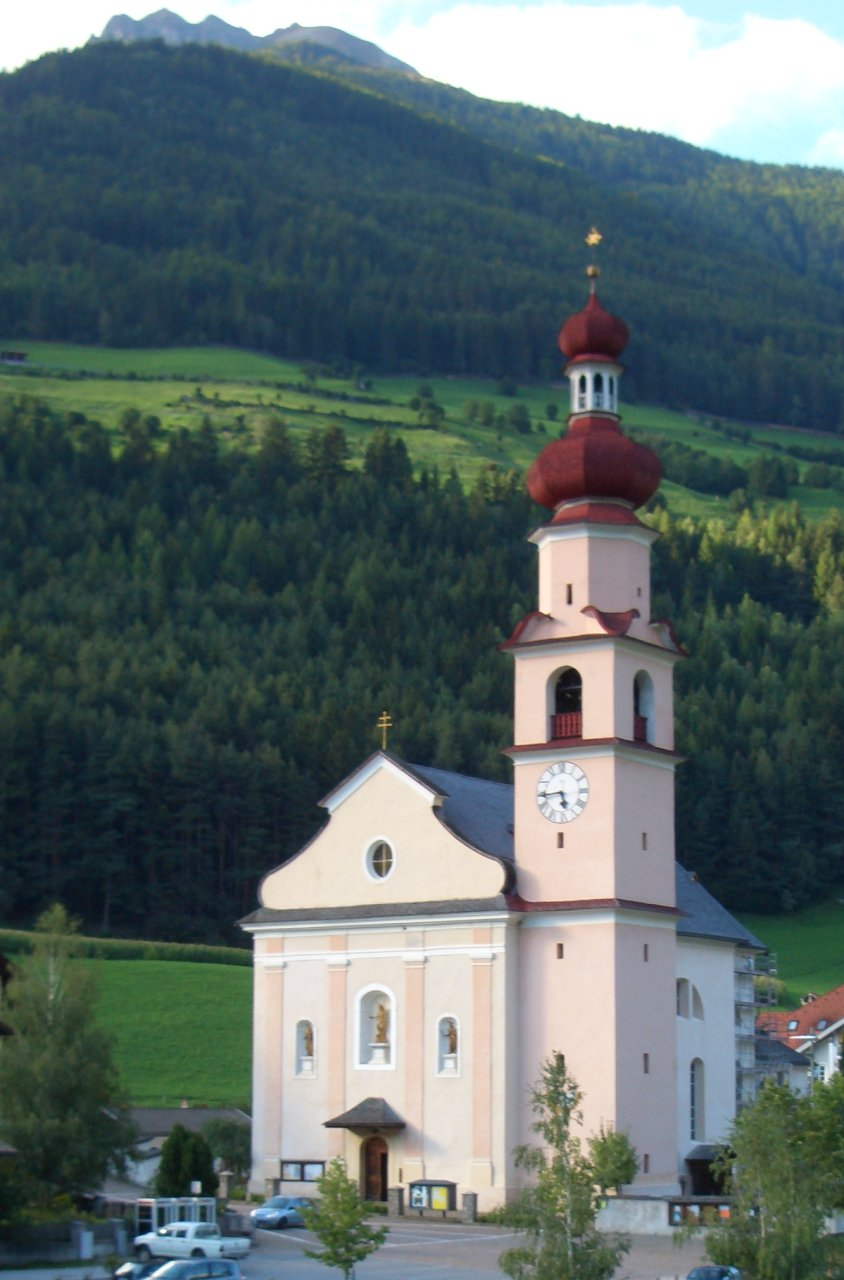
Chiesa di San Giovanni Battista

### Frazioni
In Valle Aurina ci sono i seguenti paesi: 
- Lutago (Luttach)
- Lutago di Sopra (Oberluttach)
- Rio Bianco (Weißenbach)
- Gisse
- San Martino (St. Martin)
- San Giovanni (St. Johann)
- Cadipietra (Steinhaus)
- San Giacomo (St. Jakob)
- San Pietro (St. Peter)
- Am Bühel
- In der Marche

## Cultura

### Leggende

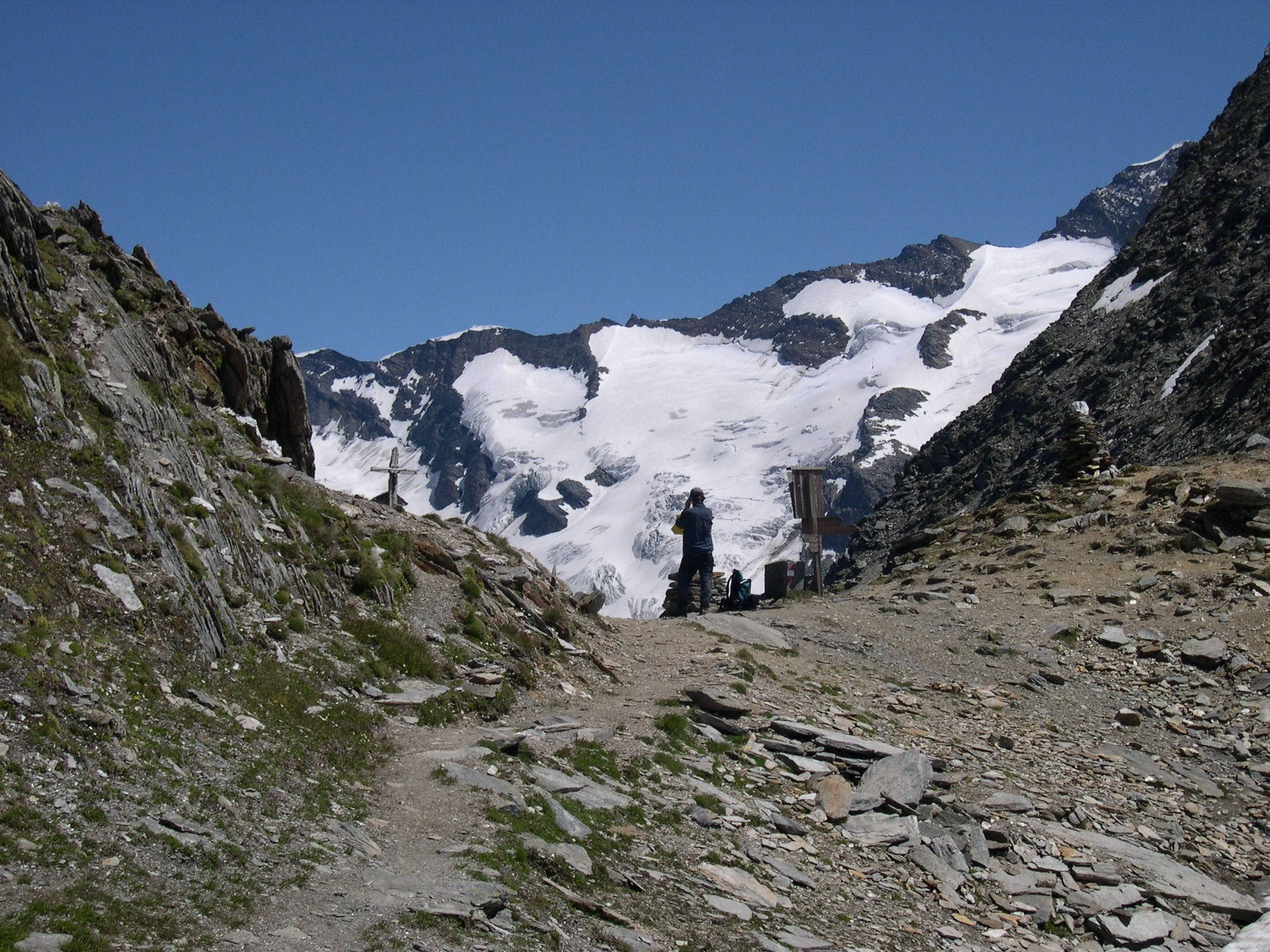
Forcella del Picco

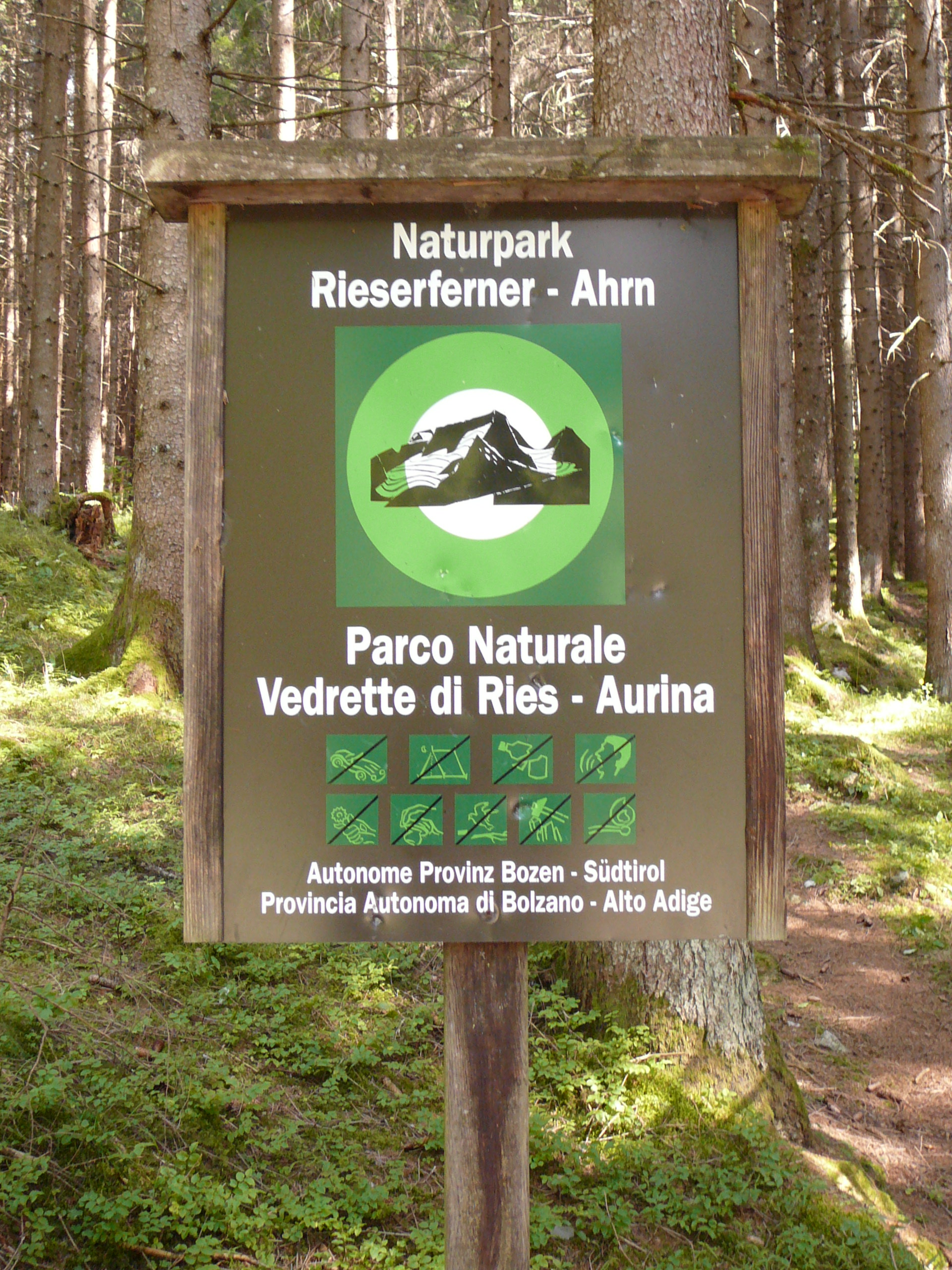
Parco naturale Vedrette di Ries-Aurina

Vista la sua conformazione geografica di valle chiusa, lontana dal turismo di massa che ha invaso tante altre valli dell'Alto Adige, la Valle Aurina ha mantenute intatte moltissime leggende legate alla sua terra. Molte di queste sono legate alla tradizione dell'estrazione del rame dall'interno delle montagne.
Secondo una leggenda un contadino stava tornando a Predoi dopo aver comprato un toro. Durante il cammino questo animale cominciò a scalciare e a scavare con le corna nel terreno mandando in aria una strana polvere luccicante. Il contadino pensò di aver trovato l'oro e chiamò a sé una gran quantità di gente che iniziò a scavare, e fu così che venne rinvenuto il primo grosso filone di rame, che era stato confuso per oro.
Una delle più famose invece fa riferimento al crocefisso conservato nella chiesetta del Santo Spirito di Casere (Heiliggeistkirche in Kasern). Questo Cristo presenta tre vistosi fori a livello del petto. Secondo la tradizione un cacciatore in cammino verso una gara di tiro nel Pinzgau decise di testare la sua mira e casualmente si trovò di fronte ad un crocefisso sulla strada. Mirò per tre volte a questo, e per tre volte lo colpì. Arrivato nel Pinzgau vinse la gara di tiro e si guadagnò il primo premio, portandosi a casa un bellissimo toro. Sulla via del ritorno l'animale però impazzì e proprio davanti al crocifisso uccise il cacciatore trafiggendolo con le corna.

### Museo Minerario di Cadipietra
La Valle Aurina è ricca di musei legati sia a tradizioni puramente alpine, sia alle tradizioni locali che risentono dell'influsso che ha avuto l'estrazione del rame sulla popolazione. Da sempre legata al suo passato minerario, in Valle Aurina nel 2000 è stato aperto il museo minerario che si trova nel granaio di Cadipietra (Steinhaus) che un tempo fungeva da dispensa alimentare della miniera. In questo museo oltre la collezione mineraria della famiglia nobiliare von Enzenberg, trovano posto una moltitudine di libri, dipinti, espositori, file audio-visivi e numerosi modellini in legno che illustrano al visitatore qual era la vita dei minatori fin dall'apertura della miniera di Predoi.

### Miniera di Predoi

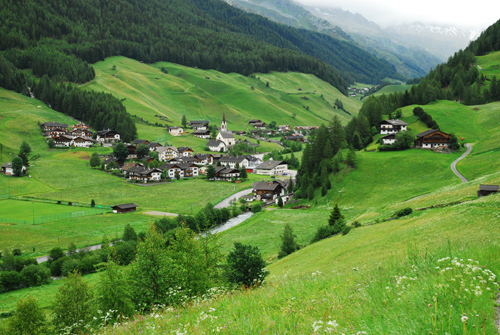
Predoi

Di particolar rilievo è la miniera di Predoi da dove veniva estratto il rame fin dalla preistoria. I lavori d'estrazione sono stati interrotti intorno al 1980 ma le sue gallerie sono state trasformate in una miniera per visitatori a cui si accede grazie ad un trenino. Con esso ci si inoltra all'interno della montagna per circa 1 km per poi percorrere a piedi un lungo tratto dove, grazie all'ausilio di manichini in legno, viene illustrata la vita dei minatori e le varie tecniche di estrazione nei secoli.

### Museo dei Presepi Maranatha

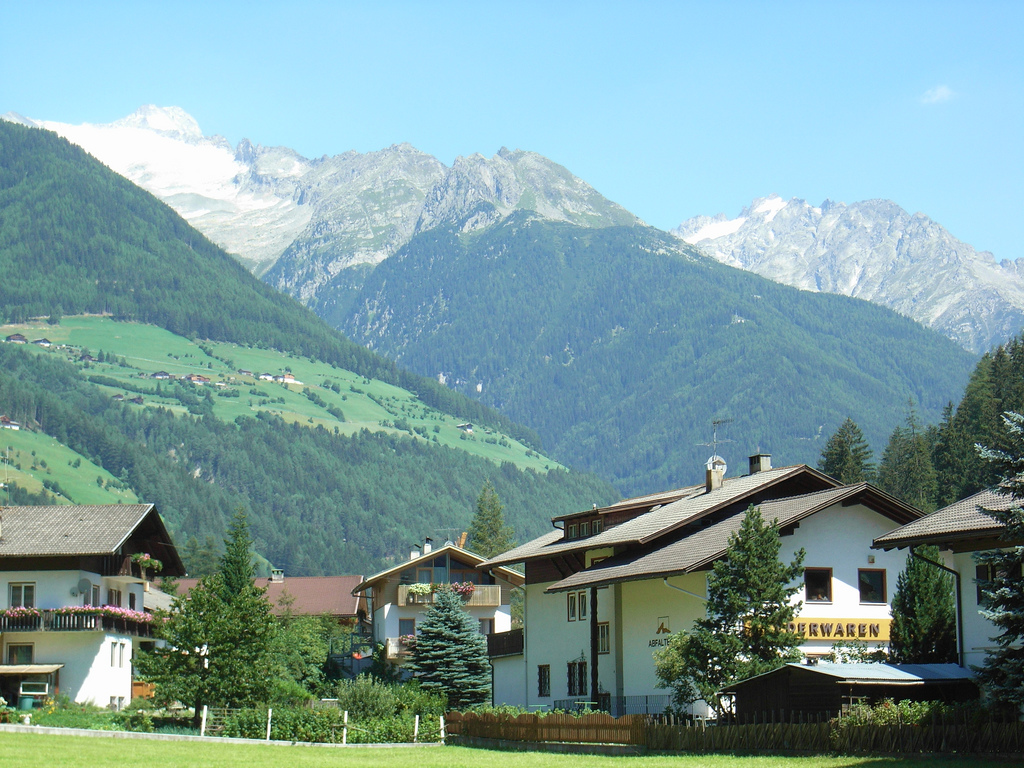
Lutago

Il Museo dei Presepi si trova a Lutago. Prende il nome di "Maranatha" che deriva dall'aramaico e significa "Venga nostro Signore“, e dove da anni sono esposti in mostra permanente i tradizionali presepi tirolesi e le varie raffigurazioni della Natività di Gesù attraverso i secoli e attraverso i vari popoli del mondo.

### Museo Mineralogico Kirchler
A San Giovanni (St. Johann) è presente invece il Museo mineralogico della Valle Aurina di Arthur Kirchler dove, su una superficie di 300 m², è possibile ammirare circa 1000 pezzi fra minerali e cristalli differenti come cristallo di rocca, quarzo fumè, unico nel suo genere perché espone solo ed esclusivamente quelli provenienti dalle circostanti zone della valle che comprende le Alpi Aurine, i Tauri e il massiccio del Großglockner in Tirolo Orientale e Carinzia.

## Infrastrutture e trasporti

### Impianti sciistici

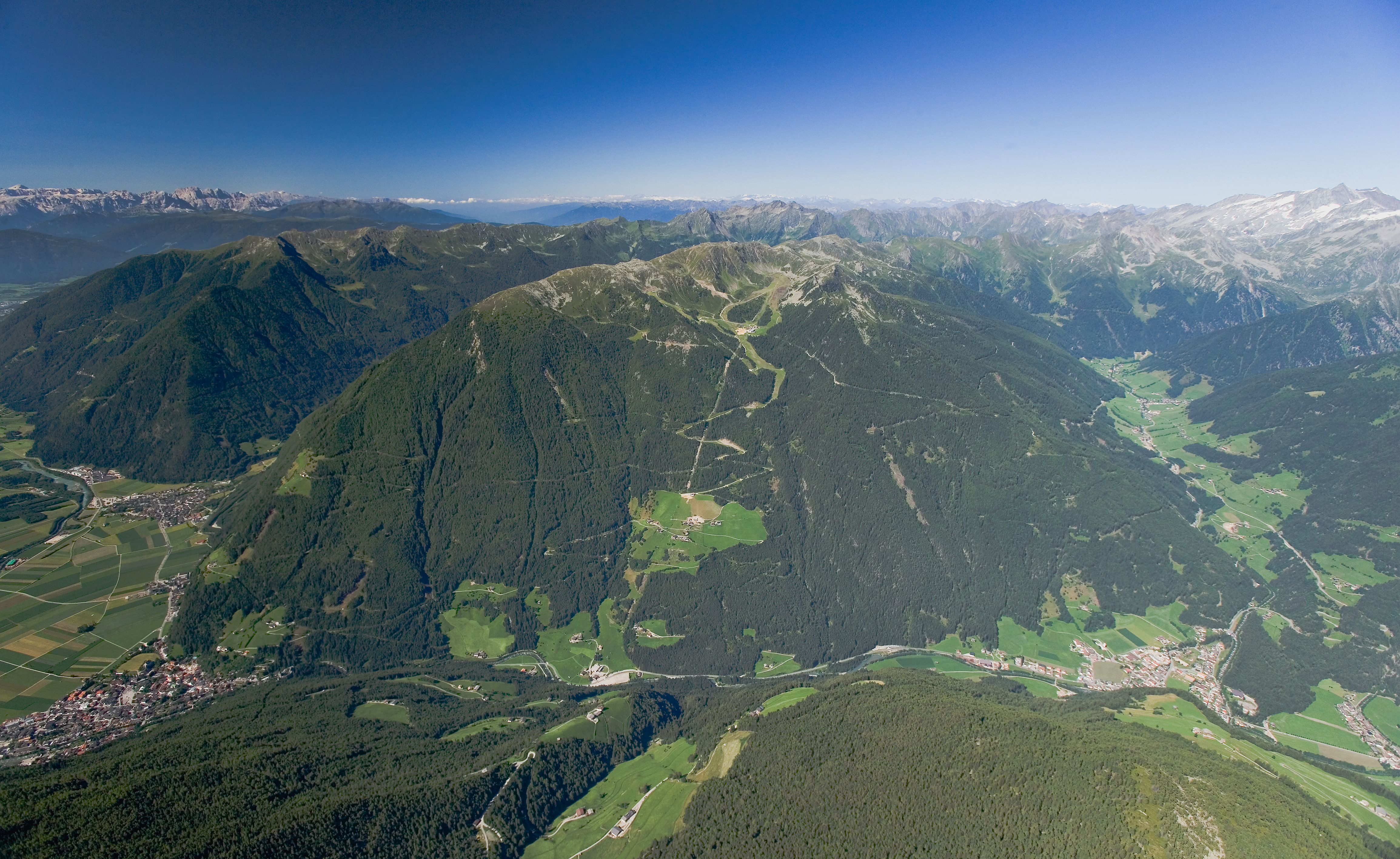
Monte Spico

In località Cadipietra si trova il "centro sciistico di Klausberg", con due cabinovie e quattro seggiovie.
In estate Klausberg si trasforma in area escursionistica.
Vicino a Lutago è invece presente il "centro sciistico di Speikboden" (Michlreis), sul Monte Spico (Speikboden), che comprende 7 impianti di risalita e circa 80 ettari di piste. In estate anche Speikboden si trasforma in area escursionistica, con numerosi sentieri panoramici sulle vallate e le cime circostanti.
Un altro piccolo impianto sciistico si trova a Riva di Tures.

## Amministrazione
| Periodo | Periodo | Primo cittadino        | Partito      | Carica  | Note |
| ------- | ------- | ---------------------- | ------------ | ------- | ---- |
| 2005    | 2010    | Hubert Rieder          | lista civica | Sindaco |      |
| 2010    |         | Helmut Gebhard Klammer | SVP          | Sindaco |      |

### Gemellaggi

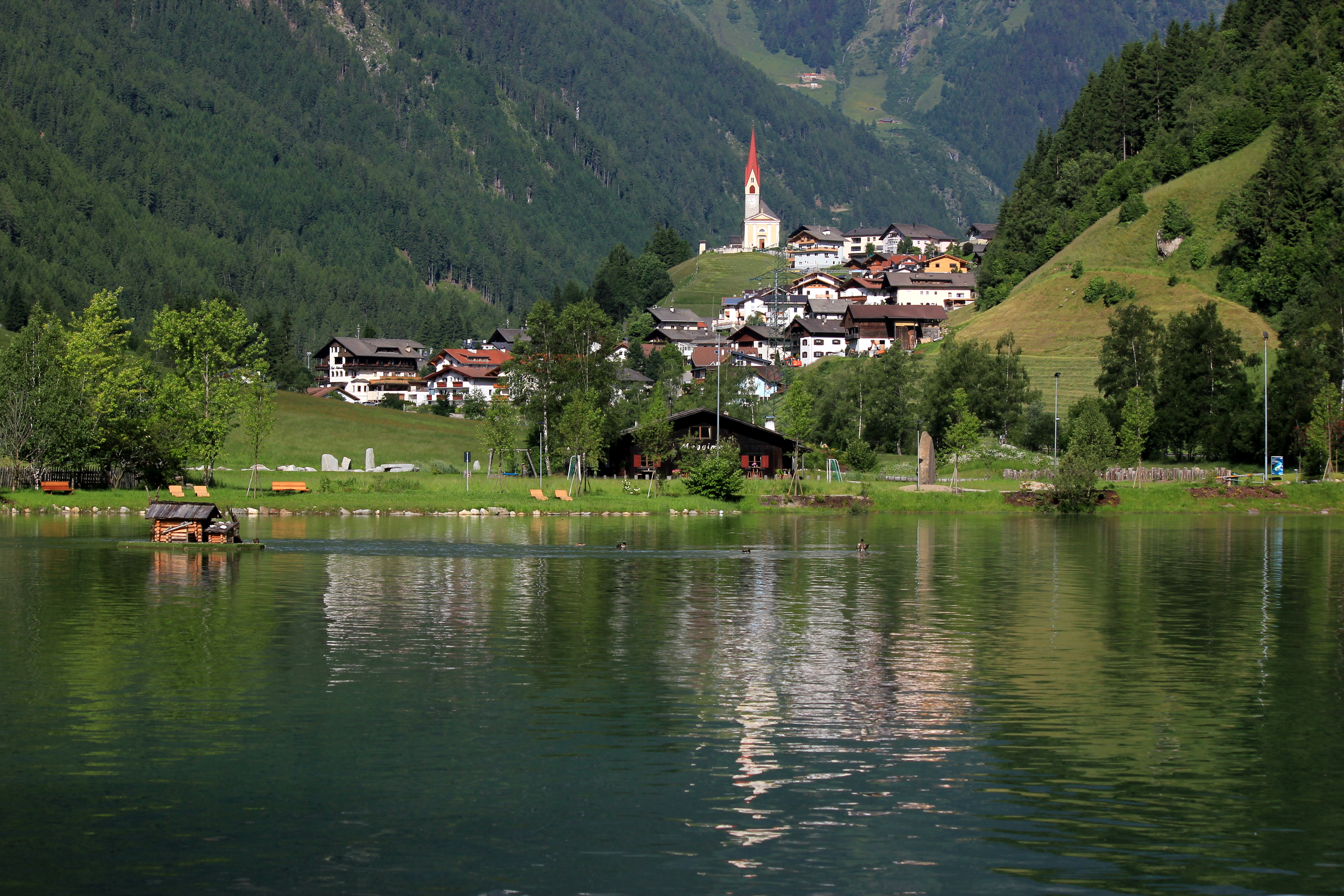
Selva dei Molini

- Haar, dal 1983[15]